# White Lion
White Lion va ser una banda estatunidenca i danesa de música Hard Rock / Heavy Metal, formada en la ciutat de Nova York el 1983 pel vocalista danès Mike Tramp i el guitarrista estatunidenc Vito Bratta.